# Дете с посебним потребама (књига)
Дете с посебним потребама: подстицање интелектуалног и емоционалног развоја (енгл. The Child With Special Needs) је аутора Стенлија И. Гринспена (енгл. Stanley I. Greenspan), Серене Видер (енгл. Serena Wieder) и Робине Симонса (енгл. Robin Simons), објављена 1998. године у издању издавачке куће "Da Capo Lifelong Books". Српско издање књиге је објавило графичко издавачко и трговинско предузеће "Каруповић" из Београда 2010. године у преводу Марка Каруповића.

## О ауторима
- Стенли Гринспен (1941)је клинички професор психијатрије, бихевиоралних наука и педијатрије на медицинском факултету Универзитета Џорџ Вашингтон и дечији психијатар.[3]
- Серена Видер је клинички психолог с приватном праксом у Силвер Спрингу (Мериленд), специјализована за дијагностику и лечење беба и мале деце.[3]
- Робин Симонс је ауторка и кооауторка више књига.[3]

## О књизи
Три аутора у књизи Дете с посебним потребама: подстицање интелектуалног и емоционалног развоја први пут интегришу своја истраживања и клиничко искуство у поуздани водич за подизање детета с посебним потребама. У овој књизи они излажу потпуни, постепени приступ за родитеље, терапеуте и друге који раде с децом с развојним проблемима. Обухватили су све врсте поремећаја – аутизам, первазивни развојни поремећај, језичке поремећаје, Даунов синдром, церебралну парализу и поремећај дефицита пажње. Нуде ново разумевање природе изазова рада и специфичне начине помоћи деци у проширивању и остваривању њихових интелектуалних и емоционалних потенцијала.

### Делови књиге
Књигу чине три дела:
- Први део Установљавање јединствених моћи, развојних потенцијала и тешкоћа код сваког детета упућује читаоца како да установи дететов индивидуални биолошки потенцијал и степен емоционалног развоја који је оно достигло.
- У другом делу Подстицање емоционалног и интелектуалног раста аутори детаљно износе своје јединствене технике рада с дететом на сваком степену развија.
- Трећи део Породица, терапија и школа показује како се у оквиру породице, терапије и школског окружења задовољавају посебне потребе детета.

### Намена књиге
Књига Дете с посебним потребама: подстицање интелектуалног и емоционалног развоја је намењена родитељима деце с тешкоћама у развоју, укључујући, али не ограничавајући се само на њих, следеће синдроме: аутизам, поремећаје аутистичног спектра, первазивни развојни поремећај, первазивни развојни поремећај који није другачије назначен, мултисистемске развојне поремећаје, менталну ретардацију, церебралну парализу, Даунов синдром, конгнитивна заостајања и|или дефиците, недовољно развијен говор и|или специфичне језичке тешкоће, низак тонус мишића, поремећаје пажње, хромозомске, метаболичке и друге поремећаје при којима оштећење дететовог централног нервног система и менталног функционисања није прогресине приоде, али утиче на његову способност комуникације и учења. Већину терапијских приступа могуће је прилагодити и десци с оштећењем слуха или вида, иако књига не разматра специфичне потребе те деце.
Књига је намењена и стручњацима који раде с децом с дијагнозама поремећаја који су наведени. Књига може бити од користи логопедима, физиотерапеутима, окупационим терапеутима, клиничким социјалмим радницима, дечјим психолозима, дечјим психијатрима, педијатрима који се специјализују за тешкоће у развоју и понашању, медицинским сестрама, стручњацима за терапију игром, покретом, плесом и арт-терапеутима, као и породичним саветницима.